# Reed Birney
Reed Birney (* 11. September 1954 in Alexandria, Virginia) ist ein US-amerikanischer Schauspieler, der vor allem durch Nebenrollen in US-Serien wie House of Cards und The Blacklist bekannt ist.

## Karriere
Birney besuchte zwei Jahre lang die Boston University, brach das Studium aber ab.
Birney spielte viele Jahre bei kleineren Projekten mit, bis er im Jahr 2008 die Hauptrolle im Stück Blasted übernahm. Die Rolle verschaffte ihm größere Bekanntheit, was dazu führte, dass er 2009 in der Serie Kings eine größere Rolle bekam.
Im Jahr 2013 wurde er dann von Netflix für die Rolle des Donald Blythe in der Politserie House of Cards verpflichtet.
Im Jahr 2022 wurde er in die Academy of Motion Picture Arts and Sciences (AMPAS) berufen, die alljährlich die Oscars vergibt.

## Synchronisation
In seinen bekanntesten Rollen wurde Birney von Frank-Otto Schenk und Bodo Wolf gesprochen.

## Privatleben
Birney ist seit dem 3. Juli 1999 mit der Schauspielerin Constance Shulman verheiratet, mit der er zwei Kinder hat.

## Filmografie (Auswahl)
- 1985: Die Killer-Akademie
- 1990: Geschichten aus der Gruft (Tales from The Crypt, Fernsehserie, Folge 2x01)
- 1991–2009: Law & Order (Fernsehserie, 3 Folgen)
- 1999: Law & Order: Special Victims Unit (Fernsehserie, 1 Folge)
- 2001–2004: Criminal Intent – Verbrechen im Visier (Law & Order: Criminal Intent, Fernsehserie, 2 Folgen)
- 2002: Uptown Girls – Eine Zicke kommt selten allein (Uptown Girls)
- 2002: Ed (Fernsehserie, 1 Folge)
- 2007–2008: Gossip Girl (Fernsehserie, 30 Folgen)
- 2007: Das 10 Gebote Movie (The Ten)
- 2009: Der fremde Sohn (Changeling)
- 2010: Twelve Thirty
- 2010: Morning Glory
- 2011: Portraits in Dramatic Time
- 2012: There Is No Place Like Home – Nichts wie weg aus Ocean City (Girl Most Likely)
- 2012: Good Wife (The Good Wife, Fernsehserie; 1 Folge)
- 2013–2014: The Blacklist (Fernsehserie, 9 Folgen)
- 2013: Molly’s Theory of Relativity
- 2013–2016: House of Cards (Fernsehserie, 16 Folgen)
- 2013: Blue Bloods – Crime Scene New York (Blue Bloods, Fernsehserie, 1 Folge)
- 2013: Adult World
- 2014: In Your Eyes
- 2014: Girls (Fernsehserie, 1 Folge)
- 2015: Mad Women
- 2015: Jackrabbit
- 2017: The Immortal Life of Henrietta Lacks
- 2018: Titans (Fernsehserie, 2 Folgen)
- 2018: The Americans (Fernsehserie, 2 Folgen)
- 2019: The Last
- 2019: High Maintenance (Fernsehserie, 1 Folge)
- 2019: Bull (Fernsehserie, 1 Folge)
- 2020: The Hunt
- 2020: Mein 40-jähriges Ich (The 40-Year-Old Version)
- 2020: Lost Girls
- 2020–2021: Home Before Dark (Fernsehserie, 18 Folgen)
- 2021: Mass (Film)[4]
- 2022: The Menu
- 2024: American Horror Story (Fernsehserie, 4 Folgen)

## Auszeichnungen

### Drama Desk Award
Prämierungen:
- 2011: Special Drama Desk Award
- 2014: Hervorragender Hauptdarsteller in einem Stück: Casa Valentina
- 2016: Hervorragendes Ensemble: The Humans

### Tony Award
Prämierungen:
- 2016: Bester Hauptdarsteller in einem Stück: The Humans

Nominierungen:
- 2014: Bester Hauptdarsteller in einem Stück: Casa Valentina